# أوغينيوز فابر
أوغينيوز فابر (بالبولندية: Eugeniusz Faber)‏ (6 أبريل 1939 في بولندا - 24 سبتمبر 2021) هو لاعب كرة قدم بولندي في مركز الهجوم، شارك في الألعاب الأولمبية الصيفية 1960. وشارك مع منتخب بولندا لكرة القدم. أما مع النوادي، فقد لعب مع رتش شوروزو ونادي لانس.

## مسيرته الكروية
لعب أوغينيوز فابر خلال مسيرته الاحترافية مع ناديين في 17 موسمًا وسجل خلالها 148 هدف ضمن 388 مباراة. ولم يفوز بأي موسم بالكأس وفاز موسمين بالدوري.
خاض أوغينيوز فابر مسيرته مع نادي رتش شوروزو في موسم 1959 ليلعب معه ثلاثة عشر موسمًا، مشاركًا في 284 مباراة سجل خلالها 104 هدف. ثم انتقل إلى نادي لانس في موسم 1971–72 ليلعب معه أربعة مواسم، حيث شارك في 104 مباراة سجل خلالها 44 هدفًا.

## وصلات خارجية
- أوغينيوز فابر على موقع قاعدة بيانات كرة القدم.إي يو (الإنجليزية)
- أوغينيوز فابر على موقع ليكيب (الفرنسية)
- أوغينيوز فابر على موقع ناشيونال فوتبول تيمز (الإنجليزية)
- أوغينيوز فابر على موقع Soccerway.com (الإنجليزية)
- أوغينيوز فابر على موقع عالم كرة القدم.نت (الإنجليزية)
- أوغينيوز فابر على موقع أوليمبيديا (الإنجليزية)